# Николо Веньер
Николо Веньер (итал. Nicolò Venier; ок. 1483—1531) — сеньор Пароса с 1518 года.
Сын венецианца Цуана (Джованни) Франческо Веньера, ко-сеньора Чериго, и его жены Фьоренцы Соммарипа (ум. 1518).
В 1517 году умер сеньор Пароса Крузино Соммарипа — брат Фьоренцы. Он ненавидел сестру и завещал остров двоюродному племяннику — Полимено Соммарипа. Также на Парос стал претендовать герцог Наксоса Джованни IV Криспо как сюзерен выморочного владения. Однако это не устроило Венецию, которая ввела на остров свой военный гарнизон и отдала дело о наследстве на рассмотрение Сената. Тот объявил Фьоренцу Соммарипа законной наследницей, она вступила в свои права, но вскоре умерла. Ей наследовал старший сын — Николо Веньер.
В 1507 году он женился на женщине по имени Цантано. Их сын Андреа умер в детском возрасте.
Николо Веньер считается отцом Сесилии Веньер-Баффо, которая попала в плен к туркам и впоследствии под именем Нурбану Султан стала женой султана Селима II и матерью Мурада III.
Николо Веньер умер в 1531 году. После его смерти Венеция наложила секвестр на Парос и вынесла вопрос о наследовании на рассмотрение Сената. Дело длилось несколько лет, и решение было ратифицировано 18 февраля 1536 года. Согласно ему Парос передавался сестре покойного — Чечилии, и её мужу Бернардо Сагредо. Те, в свою очередь, обязались выплачивать пожизненную ренту в размере 410 дукатов в год другой претендентке — Марии Веньер, вдове вышеупомянутого Крузино Соммариппа — бывшего сеньора Пароса, в качестве вдовьей доли.
В октябре 1537 года Парос завоевал турецкий адмирал Хайраддин Барбаросса.